# Neotabuda lanigera
Neotabuda lanigera är en tvåvingeart som beskrevs av Lyneborg 1980. Neotabuda lanigera ingår i släktet Neotabuda och familjen stilettflugor. Inga underarter finns listade i Catalogue of Life.